# Лісув (Підкарпатське воєводство)
Лісув (пол. Lisów) — село в Польщі, у гміні Сколишин Ясельського повіту Підкарпатського воєводства.
Населення — 895 осіб (2011).
У 1975-1998 роках село належало до Кросненського воєводства.

## Демографія
Демографічна структура станом на 31 березня 2011 року:
|          | Загалом | Допрацездатний вік | Працездатний вік | Постпрацездатний вік |
| -------- | ------- | ------------------ | ---------------- | -------------------- |
| Чоловіки | 449     | 93                 | 314              | 42                   |
| Жінки    | 446     | 113                | 261              | 72                   |
| Разом    | 895     | 206                | 575              | 114                  |